# Vlag van West Virginia
De vlag van West Virginia bestaat uit het wapenschild van de staat op een wit veld met vier blauwe strepen aan de rand. Het wit van de vlag staat voor zuiverheid (Purity) en het blauw voor Unie (Union). Het wapenschild bestaat voornamelijk uit het statelijke zegel en staat in het midden van de vlag. Rond het wapenschild is een krans van Rhododendron maximum gewikkeld, met bovenaan een lint met als opschrift: State of West Virginia.
West Virginia nam deze vlag aan op 7 maart 1929.

## Betekenis
De vlag van West Virginia is de enige vlag waarop twee geweren gekruist voorkomen, om zo de belangrijke rol van West Virginia tijdens de Amerikaanse Burgeroorlog te benadrukken. Onder het zegel staat er nog een rood lint met daarop de Latijnse woorden: Montani semper Liberi ook wel, Bergbeklimmers zijn altijd vrij. Het midden van het wapen symboliseert de bezigheden en de rijkdom van de staat. Op de rotsblokstaat 20 juni 1863 gegraveerd, wat verwijst naar de dag waarop West Virginia toetrad tot de Verenigde Staten. Aan beide zijden van de steen staat een man, zowel een landbouwer (links) als een mijnwerker (rechts) die op hun eigen naar de landbouw en de industrie van de staat verwijzen.

## Geschiedenis
Rond het wapenschild is een krans van de grote laurier (Rhododendron maximum), die in 1903 tot staatsbloem werd uitgeroepen. Het jaar daarop stond de grote laurier op de voorzijde van een vlag om West Virginia te vertegenwoordigen op de Louisiana Purchase Exposition in Saint Louis, Missouri. De vlag was wit met een blauwe rand en op de achterzijde stond het wapen van de staat, dat deel uitmaakte van het zegel van de staat dat was ontworpen door Joseph H.D. Debar en in 1863 was aangenomen. De wetgevende macht erkende die vlag op 24 februari 1905, maar op 25 februari 1907 verwisselde ze de posities van het staatswapen (naar de voorzijde) en de bloem (naar de achterzijde) en voegde een rol toe met de zin "State of West Virginia" onder het wapen. De rol werd in 1929 boven het wapen geplaatst. De huidige vlag werd aangenomen door de wetgevende macht van West Virginia op 7 maart 1929.
| Vexillologisch symbool voor een buiten gebruik gestelde vlag | Vexillologisch symbool voor een buiten gebruik gestelde vlag |